# Gimbi
Gimbi ist eine Stadt im Westen Äthiopiens in der Oromia-Zone. Die Stadt liegt an der Route 5 (siehe Liste der Fernstraßen in Äthiopien), die vom nordwestlich gelegenen Asosa zur östlich gelegenen Hauptstadt Addis Abeba führt.
Gimbi hatte im Jahr 2007 30.981 Einwohner.
Es besteht eine Partnerschaft der Kirchengemeinde in Gimbi mit den Kirchengemeinden von Bargstedt und Ahlerstedt im niedersächsischen Landkreis Stade.

## Trivia
Gimbi Giant-Slayers nennt sich ein afrikanisches Quidditch-Team in den Harry-Potter-Romanen der englischen Schriftstellerin Joanne K. Rowling.